# Marshall D. Gates
Marshall DeMotte Gates Jr. (*  25. September 1915 in Boyne City, Michigan; † 1. Oktober 2003 in Pittsford) war ein US-amerikanischer Chemiker (Organische Chemie, Synthese von Naturstoffen) und Hochschullehrer an der University of Rochester. 
Gates studierte an der Rice University mit dem Bachelor-Abschluss und wurde an der Harvard University promoviert. Ab 1941 lehrte er am Bryn Mawr College und 1949 bis zu seiner Emeritierung 1981 an der University of Rochester. Im Zweiten Weltkrieg arbeitete er für den National Defense Council. 1968 wurde er C. F. Houghton Professor.
1952 veröffentlichte er die erste Totalsynthese von Morphin. Sie bestätigte die damals 27 Jahre alte Strukturbestimmung von Robert Robinson.

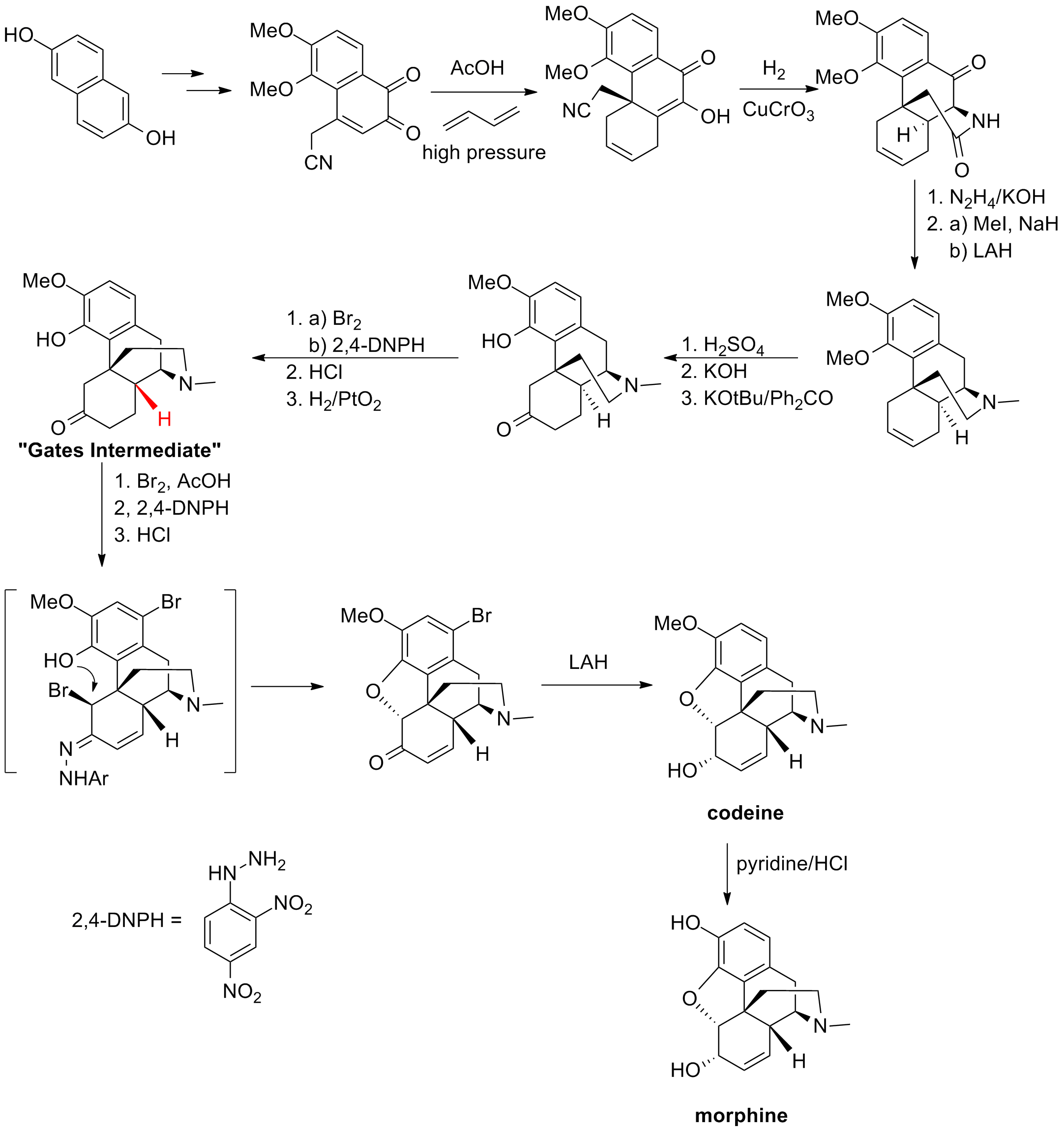
Totalsynthese von Morphin nach Gates

Sie beginnt mit Dihydroxy-Naphthalin, von dem ein Cyano-Diketon-Derivat erzeugt wird, und danach mit einer Diels-Alder-Reaktion unter hohem Druck mit Butadien das Grundgerüst aus drei Ringen. Ein wichtiger Schritt war der Gates-Zwischenzustand (Gates Intermediate). Dabei ist in obiger Abbildung die Verwendung der Keilstrichformel zu beachten (durchgehende Keile weisen aus der Ebene hinaus, gestrichelte in sie hinein). Beim Gates-Zwischenzustand findet also ein dreidimensionaler Platzwechsel eines Wasserstoffatoms statt (rot hervorgehoben) und gleichzeitig der Brücke von zwei C-Atomen vom Stickstoffatom aus. Seine Totalsynthese (beteiligt war auch Gilg Tschudi) galt als Meilenstein und hatte Einfluss auf die Synthese anderer Alkaloide. Mit Morphin begann sich Gates schon am Bryn Mawr College zu befassen. In der Praxis ist die Totalsynthese zu aufwändig und es werden andere Synthesemethoden für Morphin verwendet.
Später versuchte er Morphin-Analoge zu finden, die nicht süchtig machten, aber ähnlich stark wirkten. Er galt als sehr guter Lehrer und erhielt 1967 die höchste Auszeichnung seiner Universität für Undergraduate-Lehre.
1949 bis 1969 war er Mitherausgeber und dann Chefherausgeber des Journal of the American Chemical Society. Er war Mitglied der National Academy of Sciences (1958) und der American Academy of Arts and Sciences (1959),
Er hielt 13 Patente.
Gates stellte viele Glasgeräte selbst her als Glasbläser. Er war passionierter Pokerspieler, aktiver Skiläufer und Segler, der auch neben Modellbooten eigene kleine Segelboote baute. Gates war mit Martha L. Meyer verheiratet und hatte zwei Söhne und zwei Töchter.